# بوشنوية صغيرة الأوراق
بوشنوية صغيرة الأوراق (الاسم العلمي:Buchenavia parvifolia) هي نوع من النباتات يتبع جنس البوشنوية من الفصيلة القمبريطية.